# Ausoniusstein

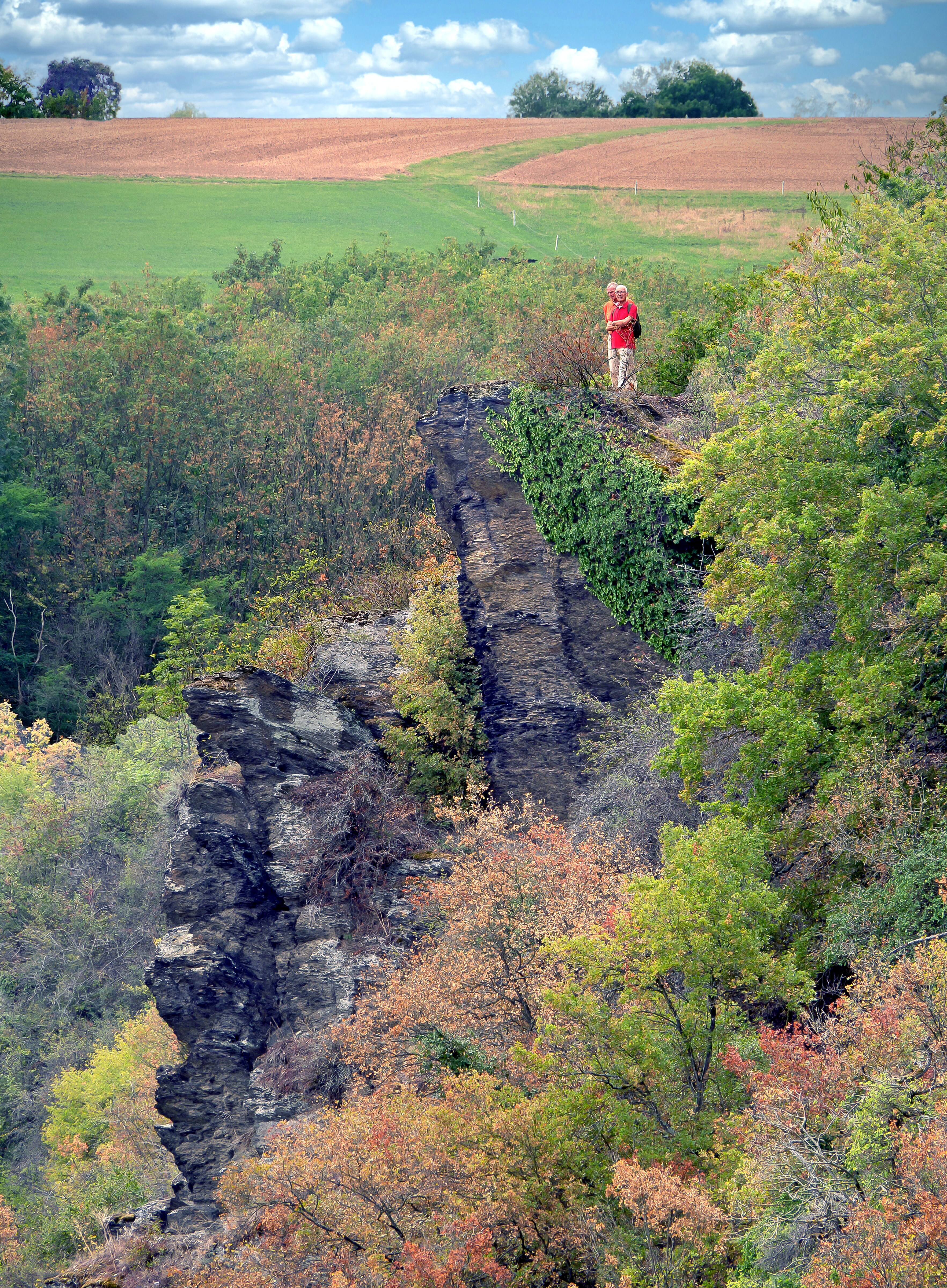
Der Ausoniusstein

Der Ausoniusstein ist ein Aussichtspunkt in Lehmenim Landkreis Mayen-Koblenz in Rheinland-Pfalz an der Terrassenmosel. Der Name erinnert an den Dichter und Prinzenerzieher Decimus Magnus Ausonius (310–393), der im Jahr 371 in seiner Mosella die Mosellandschaft beschrieben hat. Es handelt sich um eine ins Tal ragende Felsnase in 227 m über NN. Von dort hat man reizvolle Blicke ins Moseltal und auf die Orte Oberfell, Alken mit Burg Thurant, Brodenbach und Kattenes. In der Nähe befindet sich eine Schutzhütte.
Der Ausoniusstein ist Namensgeber für das umliegende Naturschutzgebiet Ausoniusstein und eine der vier Weinlagen in Lehmen.